# Стяуа (гандбольний клуб)
Стяуа — румунський чоловічий гандбольний клуб із Бухареста. Виступає в чемпіонаті Румунії.

## Історія
Клуб заснований у 1949 році. Того ж року вперше виграв кубок Румунії (у форматі 11×11). У 1950-ті—1980-ті роки команда понад 20 разів була чемпіоном країни, неодноразово вигравала національний кубок, чотири рази виходила у фінал Кубка європейських чемпіонів ЕГФ. У постсоціалистичний період клуб вигравав чемпіонат Румунії 6 разів (востаннє — 2008 року), 7 разів перемагав у фіналі національного кубка (останній титул — 2009 року). У сезоні 2005/2006 «Стяуа» став володарем Кубка виклику ЕГФ.

## Досягнення
- Чемпіон Румунії
  -  (28): 1963, 1967, 1968, 1969, 1970, 1971, 1972, 1973, 1974, 1975, 1976, 1977, 1979, 1980, 1981, 1982, 1983, 1984, 1985, 1987, 1988, 1989, 1990, 1994, 1996, 2000, 2001, 2008

- Чемпіон Румунії 11×11
  -  (7): 1950, 1951, 1952, 1954, 1955, 1957, 1961

- Кубок Румунії
  -  (9): 1981, 1985, 1990, 1997, 2000, 2001, 2007, 2008, 2009

- Кубок Румунії 11×11
  -  (1): 1949

- Кубок європейських чемпіонів ЄГФ
  -  (2): 1968, 1977
  -  (2): 1971, 1989

- Кубок виклику ЕГФ
  -  (1): 2005/06